# 魁北克老城 - 白角 - 议会山

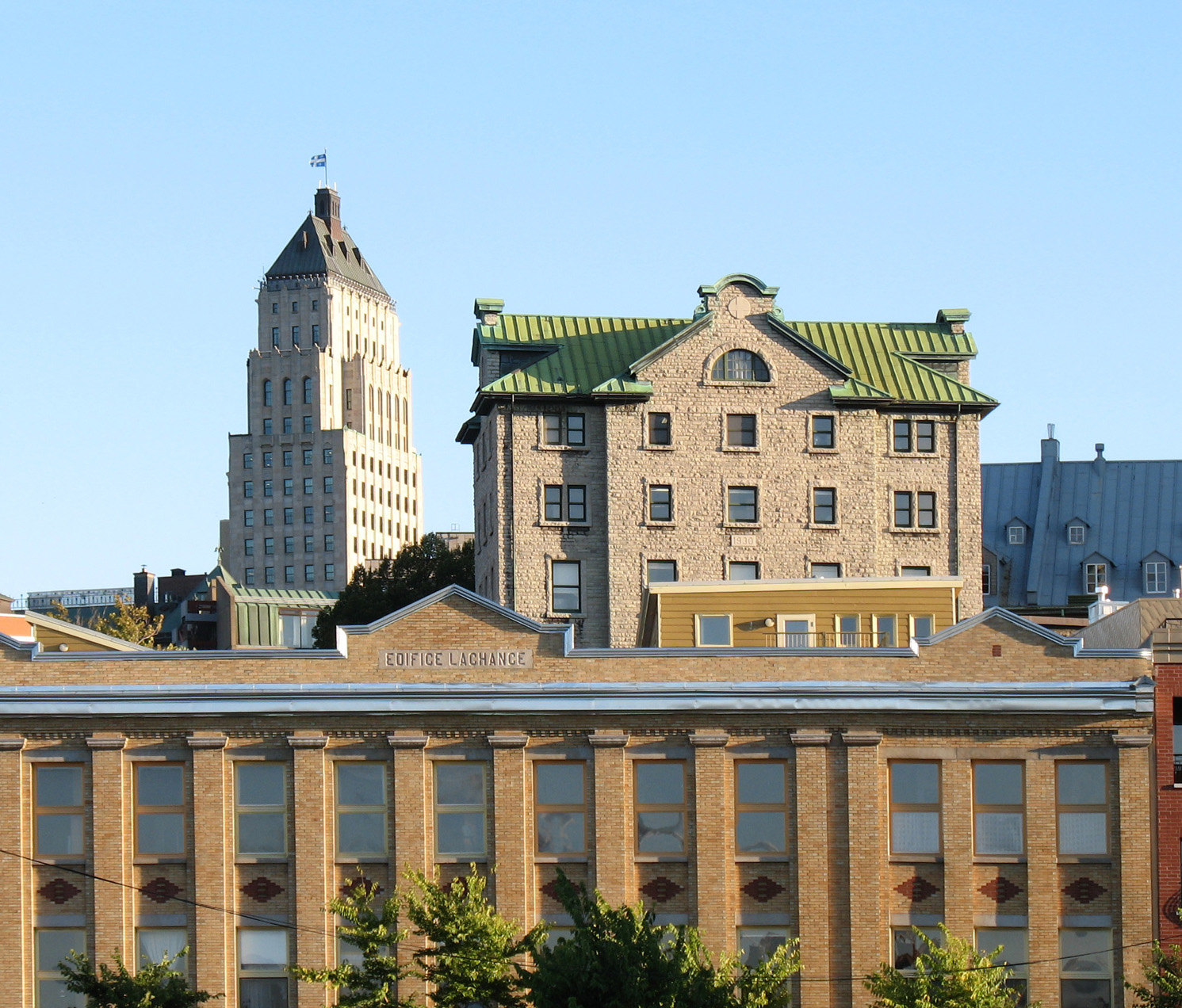

魁北克老城 - 白角 - 议会山（Vieux-Québec–Cap-Blanc–Colline-Parlementaire）是魁北克市的35个区之一，也是该市游客最多的地区，有许多咖啡馆、餐厅和酒店，也是北美洲最欧洲化的社区。
该区又分为四个部分：
- 魁北克老城（上城）（Vieux-Québec (Haute-Ville)），包括旧城墙以内的地方
- 魁北克老城（下城）（Vieux-Québec (Basse-Ville)），包括皇家广场、
- 议会山（Colline Parlementaire）包括议会大厦

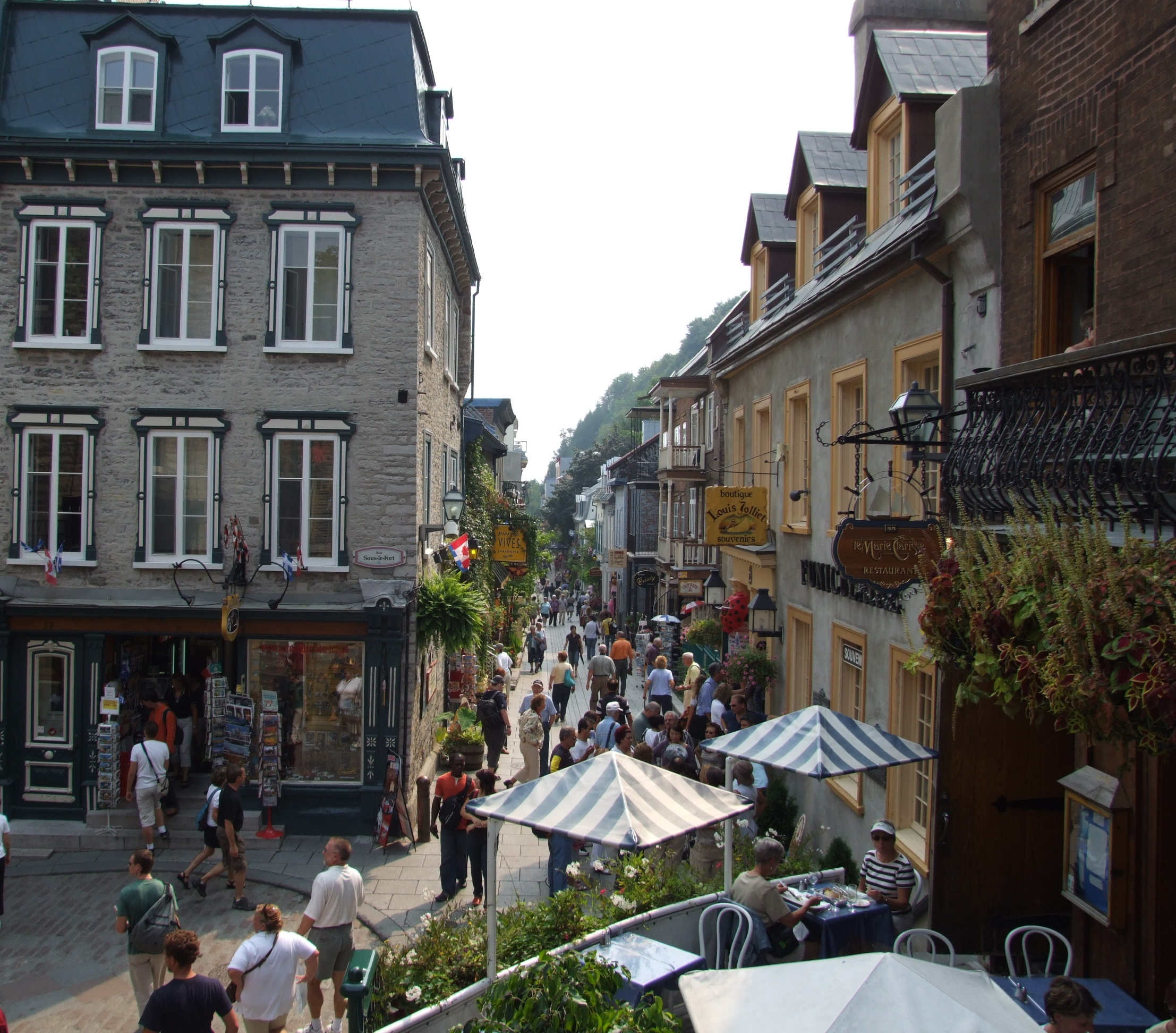

- 白角（Cap Blanc）